# 飯笥
飯笥（みしげー）またはミシゲー・マジムンは、沖縄県に伝わる付喪神の一種で、マジムンの一種。
本来の飯笥とはしゃもじのことだが、妖怪の飯笥とはこの飯笥が古くなって妖怪に変化したもののことである。
夜中に動き出し、騒いだり人をからかったりと悪戯を働く。同様に食器が変化した妖怪に、鍋笥（ナビゲー、杓子のこと）の妖怪がいる。捨てられたこれら食器類がこれらの妖怪となって夜に遊び出すことがあり、そのときにはごみ捨て場から音楽が聞こえてくるという。そのような怪異があるため、古くなった飯笥や鍋笥は捨てるものではないといわれていたという。

## 伝承
1. ある夜、楽器の音色を聞いた男が家から外へ出てみると、若い男女が広場で遊んでいた。賑やかさに誘われ、男も頬被りをして仲間に加わり、飲んだり踊ったりして一晩中過ごした。夜明けに男女たちは去っていったが、男は疲れてその場で眠ってしまった。目が醒めた時、彼の周辺には飯笥などの食器が散乱していた。捨てられた食器類が夜中に遊んでいたのであった[2]。
2. ある農夫が夜、道にうずくまっている牛を見つけ、自分の家へ連れ帰って牛小屋へ入れた。餌を与えると、実によく食べた。翌朝に小屋を覗くと牛の姿はなく、餌が積み上げられた上に飯笥が乗せられているだけだった[2]。
3. 夜中、ある家の扉を何者かが叩く。家人が扉を開けてみると、人の姿はなく、代わりに1本の飯笥が倒れていた[2]。